# Old Fashion Cupcake
Old Fashion Cupcake (オールドファッションカップケーキ, Ōrudo Fasshon Kappukēki) est une duologie yaoi écrite et dessinée par Sagan Sagan.

## Résumé
« Cette histoire est une histoire d'amour ordinaire, qui pourrait se produire n'importe où dans le monde. Cependant, l'amour n'est spécial que pour les deux personnes concernées. »

— Sagan Sagan à propos de Old Fashion Cupcake.

### Old Fashion Cupcake
Nozue, 39 ans, a l'impression que sa vie est au point mort. Terrifié par l'approche de la quarantaine, il a le sentiment que son existence est toute tracée et qu'il ne pourra plus jamais y remédier. Par crainte du changement, il s'échine donc à refuser les opportunités professionnelles et les avances des femmes qui l'entourent.
Pour l'inciter à aller de l'avant, Togawa, son subordonné de 29 ans, l'entraîne dans des cafés branchés, très populaires auprès de la gente féminine. Cette expérience est un premier pas vers la nouveauté et, à sa grande surprise, Nozue prend goût à ses excursions avec son collègue.
Alors que Togawa met assidument en œuvre ce plan « anti-âge », le tandem se rapproche. Si Nozue s'attache lentement au jeune homme, ce dernier met également ses certitudes à mal : il est perturbé par leur différence d'âge, le fait qu'ils n'aient pas le même statut social et, surtout, qu'ils soient tous les deux des hommes.
Un jour, à la grande surprise de Nozue, Togawa l'embrasse. Il lui avoue qu'il a des sentiments pour lui depuis leur première rencontre : lorsque Nozue a fait passer à Togawa son entretien d'embauche, il l'a incité à voir la vie positivement et ses paroles n'ont cessé de l'inspirer depuis.
Après un moment de doute et de réflexion, Nozue finit par accepter son amour pour Togawa. Le premier tome s'achève sur le duo, devenu un couple.

### Old Fashion Cupcake with Cappuccino
Togawa et Nozue poursuivent leur vie de couple et cherchent à atteindre l'équilibre dans leur quotidien. Malgré le bonheur que Togawa lui apporte, le quadragénaire réalise qu'il craint encore le regard de leurs pairs.
Lorsque Kakitani, son ami et collègue, est sur le point de découvrir leur relation, Nozue suggère à Togawa de prendre ses distances. Cette requête contrarie évidemment le jeune homme qui, blessé, s'éloigne de son amant.
Après avoir passé un certain temps séparés, Nozue, au plus mal, finit par se confier à Kakitani et Kirishima. Il évoque sa relation avec Togawa. Cette nouvelle est bien accueillie par ses amis et Kirishima appelle Togawa à la rescousse, permettant ainsi au couple de se réconcilier.
Au même moment, Togawa annonce qu'il veut changer de poste afin de progresser professionnellement et d'être sur un pied d'égalité avec Nozue.
Quelques jours plus tard, Kirishima encourage Nozue à revoir ses priorités : lui aussi doit se consacrer à ses envies et ses ambitions.
Ayant pris conscience qu'il peut évoluer à son tour, Nozue accepte enfin le changement.

## Personnages
- Sanae Nozue (野末草苗) : homme de 39 ans, dévoué, compétent et solaire mais bloqué par ses complexes.
- Minoru Togawa (外川実) : homme de 29 ans, il est le subordonné fiable de Nozue. Il est décrit comme le parfait tsundere.

## Accueil

### Au Japon
En 2020, Old Fashion Cupcake s'érige à la deuxième place du top de Kono BL ga Yabai!, dans la catégorie bandes dessinées boys' love,.
Il est également lauréat du prix de la meilleure bande dessinée aux Chil-Chil BL Awards de 2021,,.
En juillet 2022, la duologie s'est écoulée à 500 000 exemplaires au Japon,.

### En France
Sur le territoire français, la duologie est éditée aux éditions Akata. Elle est traduite par Blanche Delaborde. Le premier tome sort le 10 novembre 2021, le second le 9 novembre 2023.
ActuaBD publie une critique élogieuse du premier volet : « Une romance où [le] héros considère qu'il a laissé filé sa jeunesse et l'amour et qu'il n'est plus qu'un spectateur [...]. En reprenant une à une les figures imposées du genre, [...] la mangaka les réinvestit avec malice du point de vue du presque-quadragénaire, qui regarde tout ceci de loin, non sans une certaine nostalgie. Une histoire aussi bien sur le temps qui passe que sur le courage de faire face à ses sentiments, joliment dessinée et narrée, dans l'air du temps et aux protagonistes attachants ». Le deuxième opus est également bien reçu : « La question du temps qui passe, centrale dans l'histoire originale, prend ici une autre dimension, passant du point de vue de l'individu à celui de la société. Le récit demeure cependant doux, sans drame particulier : c'est le choc des sentiments et des inquiétudes des personnages, au tempérament fort différent, qui assure la tension dramatique. [...] Nous restons ainsi devant une histoire simple et positive, au dénouement tout en tendresse et en innocence ».
En décembre 2022, Old Fashion Cupcake remporte le Tournoi Yaoi 2021 organisé par le site spécialisé Manga News.
Le diptyque fait partie de la sélection établie par Meyra Sudal et Priscilla Reculard dans leur ouvrage BOY'S LOVE - Histoire d'un genre aux sensibilités diverses.
Old Fashion Cupcake décroche la note de 4,4/5 sur le site dédié à la culture asiatique Nautiljon et de 4,2/5 sur Babelio.
Old Fashion Cupcake with Cappuccino remporte des notes similaires : 4,4/4 sur Nautiljon et 4/5 sur Babelio.

### Liste des volumes
| no | Japonais                                         | Japonais       | Japonais          | Français                            | Français         | Français       |
| no | Titre                                            | Date de sortie | ISBN              | Titre                               | Date de sortie   | ISBN           |
| -- | ------------------------------------------------ | -------------- | ----------------- | ----------------------------------- | ---------------- | -------------- |
| 1  | オールドファッションカップケーキ                 | 4 janvier 2020 | 978-4-81-303247-2 | Old Fashion Cupcake                 | 10 novembre 2021 | 978-2382122082 |
| 2  | オールドファッションカップケーキ with カプチーノ | 1er mai 2021   | 978-4-81-303282-3 | Old Fashion Cupcake with Cappuccino | 9 novembre 2023  | 978-2382122792 |

## Adaptation en série télévisée
Le premier tome du manga a été adapté en drama courant 2022.
Sanae Nozue est incarné par Takeda Kohei, célèbre pour son rôle dans la franchise Kamen Rider Build. Le rôle de Minoru Togawa est dévolu à Kimura Tatsunari, comédien éclectique de la scène nippone vu notamment dans les comédies musicales Roméo & Juliette, Elisabeth, Phantom ou encore West Side Story.
La créatrice Sagan Sagan affirme que la série « dépeint avec soin le sentiment particulier » véhiculé dans son œuvre ; elle juge l'adaptation « intense et palpitante », porteuse d'une touche de réalisme supplémentaire.

### Fiche technique
- Titre original : オールドファッションカップケーキ
- Titre international : Old Fashion Cupcake
- Réalisation : Kato Ayaka
- Scénario : Miyamoto Takeshi
- Musique : Nishimura Daisuke
- Production : Shikanai Tsugi
- Sociétés de production : Nippon Shuppan Hanbaï
- Sociétés de distribution : Fuji Television et Rakuten TV
- Pays de production :  Japon
- Langue originale : Japonais
- Genre : Yaoi, romance, chronique de vie
- Nombre de saison : 1
- Nombre d'épisodes : 5
- Durée : 25 mn
- Dates de première diffusion : 13 juin 2022 au 4 juillet 2022

### Distribution
- Takeda Kohei : Sanae Nozue
- Kimura Tatsunari : Minoru Togawa
- Ayukawa Momoka : Sasaki
- Mizuishi Atomu :  Nakamura
- Saito Sarara : Kono
- Yoshii Rei : Kirishima

### Support physique
Le drama est édité en coffret blu-ray/DVD le 28 septembre 2022. En bonus, le coffret comporte un court épilogue baptisé #ApplePie, qui décrit la vie quotidienne des deux protagonistes et s'achève sur la demande en mariage de Togawa à Nozue.

### Accueil
Lors de sa diffusion, le drama atteint la première place du classement quotidien de Fuji TV On Demand. Il est aussi le programme le plus populaire sur Rakuten TV durant deux semaines consécutives. Egalement disponible sur la plateforme Viki, il affiche une moyenne de 9,3/10.
En 2022, Old Fashion Cupcake se classe dans le top 10 des meilleurs Boy's love de l'année établi par le magazine Teen Vogue. Il figure notamment aux côtés de Not Me, Semantic Error, Kinn Porsche, The Eclipse ou encore Bad Buddy.
Il récolte une note de 8/10 sur IMDb ; sur Letterboxd, il recense une moyenne de 3,9/5.
En France, l'adaptation de Old Fashion Cupcake décroche la note de 8,5/10 sur le site spécialisé Nautiljon. 